# Kōhei Nakashima
Kōhei Nakashima (japanisch 中島 康平 Nakashima Kōhei; * 7. Dezember 1989 in Matsue) ist ein ehemaliger japanischer Fußballspieler.

## Karriere
Nakashima erlernte das Fußballspielen in der Schulmannschaft der Rissho University Shonan High School und der Universitätsmannschaft der Fukuyama-Universität. Seinen ersten Vertrag unterschrieb er 2012 bei FC Gifu. Der Verein spielte in der zweithöchsten Liga des Landes, der J2 League. Für Gifu absolvierte er 26 Ligaspiele. 2014 wechselte er zum Drittligisten FC Machida Zelvia. Für den Klub absolvierte er fünf Ligaspiele. Danach spielte er bei Vonds Ichihara und Verspah Ōita. Ende 2016 beendete er seine Karriere als Fußballspieler.